# Кфар-ха-Маккаби
Кфар-ха-Маккаби (ивр. כפר המכבי‎) — кибуц на севере Израиля, основанный в 1936 году выходцами из Чехословакии и Германии, относящийся к региональному совету Звулун.

## История
Кибуц был основан в 1936 году пятью членами молодёжного движения «Маккаби-ха-Цаир» из Чехии и Германии, которые иммигрировали с по призыву Менахема Усышкина для первых игр «Маккабиада» в 1932 году. Киббуц был назван в честь этого молодёжного движения.
Первой группой было 50 человек из Германии, Чехии и Австрии. Характерной особенностью этой группы было то, что они все были городскими светскими, при этом любителями спорта, природы, образования и классической музыки. Земли кибуца были приобретены благодаря движению «Маккаби-ха-Цаир» и кампании по сбору средств, которая состоялась после встреч с Усышкиным. Позже ещё шесть кибуцев были созданы членами этого же движения.

## Население
По данным Центрального статистического бюро Израиля, население на начало 2020 года составляло 386 человек.